# Kaap Sjtsjetinina
Kaap Sjtsjetinina (Russisch: Мыс Щетининой; Mys Sjtsjetininoj) is een kaap aan het einde van het Moeravjov-Amoerskischiereiland op de oostelijke kust van de Russische kraj Primorje. De kaap kijkt uit over de Amoerbaai in de Baai van Peter de Grote van de Japanse Zee. De kaap kreeg haar naam op 20 oktober 2006 en is vernoemd naar de vrouwelijke zeevaarder Anna Sjtsjetinina uit Vladivostok.